# Spicchio sferico

Uno spicchio sferico di raggio r e angolo diedro α

In geometria, uno spicchio sferico è la porzione di una palla (comunemente detta "sfera") delimitata da due semicerchi massimi e da un fuso sferico, definito come base dello spicchio. L'angolo tra i raggi dei due semicerchi è l'angolo diedro corrispondente allo spicchio e, dato un semicerchio che ruota attorno al proprio diametro, lo spicchio sferico viene generato da tale semicerchio che ruota per un'ampiezza pari a tale angolo diedro. Uno spicchio sferico sta quindi alla palla di cui è parte, come il suo angolo diedro sta a un angolo giro e, se tale angolo diedro è uguale a {\displaystyle \pi } radianti o 180°, allora lo spicchio sferico viene definito "semisfera", mentre se l'angolo diedro è uguale a {\displaystyle 2\pi }, allora lo spicchio costituisce una palla completa.

## Proprietà
Uno spicchio sferico è dotato di due piani di simmetria, uno che divide lo spicchio in due spicchi più piccoli e simmetrici, e uno che divide longitudinalmente lo spicchio generando due semi-spicchi.
Il volume dello spicchio sferico può essere intuitivamente correlato al diametro, e quindi al raggio, del semicerchio che lo genera per rivoluzione, cosicché mentre il volume di una palla di raggio {\displaystyle r} è dato da {\displaystyle {\frac {4\pi r^{3}}{3}}}, quello dello spicchio sferico con lo stesso raggio {\displaystyle r} è dato da:
{\displaystyle V={\frac {\alpha }{2\pi }}\cdot {\frac {4}{3}}\pi r^{3}={\frac {2}{3}}\alpha r^{3}.}
Utilizzando lo stesso principio e considerando che l'area della superficie di una sfera è data da {\displaystyle 4\pi r^{2}}, si può vedere che l'area della superficie del fuso sferico di angolo diedro {\displaystyle \alpha } è data da:
{\displaystyle A={\frac {\alpha }{2\pi }}\cdot 4\pi r^{2}=2\alpha r^{2}.}
Per cui, aggiungendo l'area dei due semicerchi massimi, si ottiene l'area della superficie dello spicchio sferico di angolo diedro {\displaystyle \alpha }:
{\displaystyle A=2\alpha r^{2}+2{\frac {\pi r^{2}}{2}}=2\alpha r^{2}+{\pi r^{2}}=r^{2}({2\alpha +\pi }).}
Considerando quindi che il volume di uno spicchio sferico sta al volume di una sfera come l'ampiezza del suo angolo diedro sta a un angolo giro (360°), si può concludere che, se {\displaystyle V_{\mathrm {w} }} è il volume dello spicchio sferico e {\displaystyle V_{\mathrm {s} }} è il volume della sfera, il loro rapporto risulta:
{\displaystyle {\frac {V_{\mathrm {w} }}{V_{\mathrm {s} }}}={\frac {\alpha }{2\pi }}.}
Parimenti, se {\displaystyle S_{\mathrm {f} }} è l'area della superficie del fuso sferico e {\displaystyle S_{\mathrm {s} }} è l'area della superficie della sfera:
{\displaystyle {\frac {S_{\mathrm {f} }}{S_{\mathrm {s} }}}={\frac {\alpha }{2\pi }}.}